# Helictopleurus niger
Helictopleurus niger là một loài bọ cánh cứng trong họ Bọ hung (Scarabaeidae).